# トヨタ・HZエンジン
トヨタ・HZエンジンは、トヨタ自動車の水冷直列6気筒ディーゼルエンジンの系列である。
合理化のため、1PZ型や1HD型との共通設計となっている。

## 概要
- 生産期間
  - 1989年10月 - 2004（国内向け）※海外向けは現在も生産中

## 系譜
- エンジン型式一覧の自動車用エンジンの系譜を参照。

## 型式

### 1HZ
- 種類：SOHC 12バルブ 渦流室式
- 排気量：4.163L
- 内径×行程：94.0×100.0(mm)
- 圧縮比：22.4
- スペック:(1)99kW(135ps)4000rpm　279Nm(28.5kgm)2200rpm
- スペック:(2)96kW(130ps)/3,800rpm　284Nm(29.0kgm)/2,200rpm

- 搭載車種（車両型式）
  - （初）ランドクルーザー80系（HZJ80系）
  - ランドクルーザー70系（HZJ70系）
  - コースター（HZB30、40系）